# Mobilier funéraire

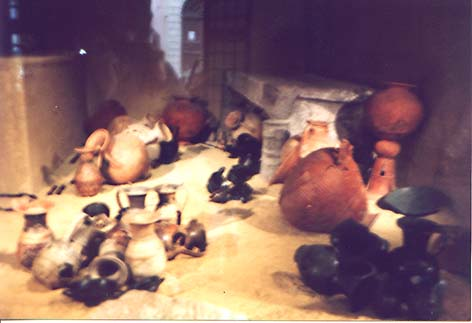
Reconstitution d'un trousseau funéraire étrusque.

Le mobilier funéraire ou trousseau funéraire est constitué de l'ensemble des objets qui sont déposés avec le corps d'un défunt. Le mobilier varie énormément selon les civilisations et selon les époques. Il est associé à des rites, donc à un développement des cultures.

## Composition

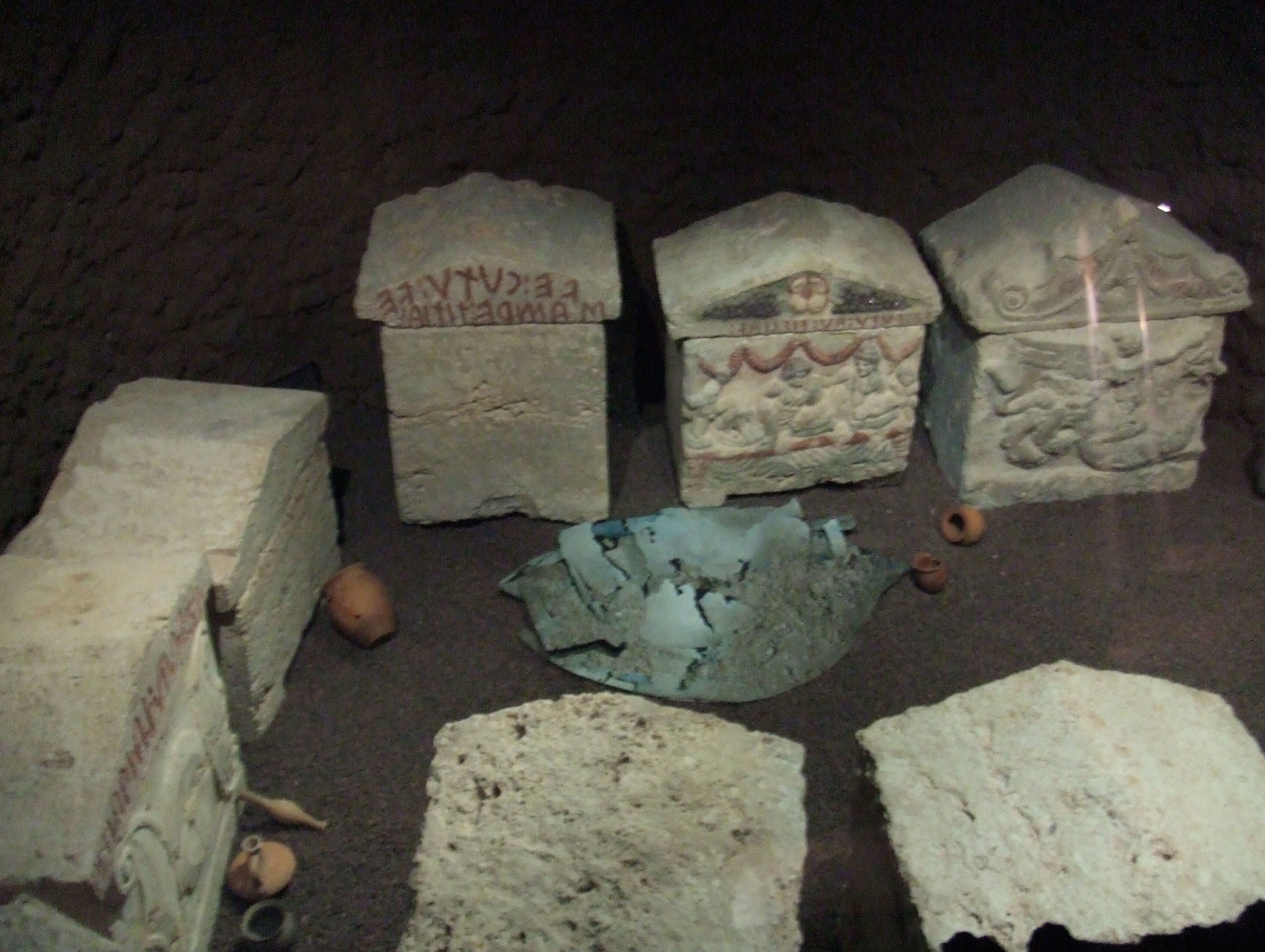
Vestiges d'un bouclier et vases votifs de la tombe des Cai Cutu, reconstituée à Pérouse.

Les objets rencontrés varient selon les cultures (égyptienne, grecque, étrusque, romaine...) : les trousseaux funéraires peuvent être composés de vases canopes (contenant les viscères pour les Égyptiens) ; de sarcophages ; de divers coffrets ; de matériaux recouverts d'inscriptions portant les titres ou même la généalogie des défunts ; d'armes (épées, lances, couteaux) ; d'objets réellement issus de la vie du défunt, ou de leurs reproductions votives (pratiquement toujours en bronze chez les Étrusques) ; on trouve également des boucliers, des éléments de harnachement (Âge du fer dans le sud de la France)...
La reconstitution de trousseau funéraire est un élément important de la scénographie des musées d'archéologie qui rend  ainsi visibles, à ses publics les vestiges trouvés dans le contexte de leur intention initiale ; les objets, plutôt que simplement rassemblés dans une vitrine, peuvent alors être mis en situation dans une reconstitution plus formelle de la tombe (exemple de la tombe des Cai Cutu à Pérouse).

## La Préhistoire
À la Préhistoire, le mobilier est avant tout en os. On retrouve des parures faites de dents d'animaux (mâches de cerfs…), d'armes (pointes de silex, micropointes…), d'outils, de fourrures ou de squelettes entiers (cerfs, sangliers, aurochs pendant le Mésolithique puis de grands gibiers et d'espèces domestiques au Néolithique).
Le mobilier funéraire sert à rappeler le statut du défunt, son activité, pour qu'il puisse continuer à l'exercer après la mort, ou plus simplement pour marquer une propriété (il est enterré avec ce qu'il possède), pour se nourrir (viatique, consommation lors du rituel funéraire).

## Protohistoire
Durant la Protohistoire, il existe plusieurs grands types de sépultures spécifiques à une sous-période historique et/ou une zone géographique déterminées :
- fosses sépulcrales en pleine terre
- sépultures en « silo » au mobilier funéraire absent ou se limitant à quelques éléments de parure funéraire : torques, bracelets...
- cistes cinéraires
- galgals
- sépultures mégalithiques collectives : dolmens sous tumulus, sépultures circulaires sous tertre tumulaire...
- tombes à char sous tumulus contenant pour certaines, outre un char de guerre ou d'apparat, un riche mobilier funéraire : service à boisson, parure féminine ou guerrière...

## L'Antiquité
- Les inhumations en pleine terre
- Les incinérations

## LeMoyen Âge
- Les inhumations en pleine terre
- Les sépultures en sarcophages